# Cosmarium fontigenum
Cosmarium fontigenum là một loài Song tinh tảo trong họ Desmidiaceae, thuộc chi Cosmarium.